# Henry Le Tonnelier de Breteuil
Pour les articles homonymes, voir Famille Le Tonnelier de Breteuil et Breteuil.
Henry Le Tonnelier (Henri Charles Joseph), huitième marquis de Breteuil, est un homme politique français né le 17 septembre 1847 et mort le 4 novembre 1916, à Paris. Ami personnel du roi d'Angleterre Édouard VII, il a été l'un des promoteurs de l'Entente Cordiale.

## Biographie

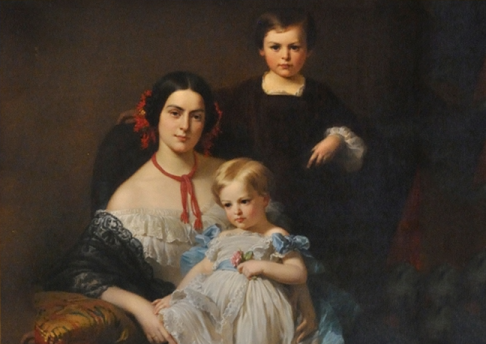
Portrait de Henry enfant avec son frère et sa mère, par Dubufe.

Fils aîné du marquis Alexandre de Breteuil (fils d'Achille Le Tonnelier de Breteuil), officier d'ordonnance du ministre de la Guerre et conseiller général de Seine-et-Oise, et de Charlotte-Amélie Fould (fille d'Achille Fould), il suit l'exemple de son père et embrasse d'abord la carrière militaire à sa sortie de Saint-Cyr, comme sous-lieutenant au 5e régiment de hussards. En 1870, il est au 5e escadron du 5e hussards, avant d'être détaché comme aide de camp du général Brahaut : il est nommé capitaine et reçoit la Légion d'honneur pendant la guerre franco-allemande de 1870, avant de démissionner.
Député monarchiste des Hautes-Pyrénées en 1877, il fut à la Chambre des Députés le porte-parole du comte de Paris. Il démissionna en 1892 parce que ce dernier refusait, en dépit des conseils du Pape, de se rallier à la République. Malgré ses idées, il fut l'ami de Gambetta et de Clemenceau.
Apôtre d'une Europe unie face à l'Allemagne, il consacra tous ses efforts à mettre sur pied la Triple-Entente, en mettant à profit ses liens personnels avec la famille royale d'Angleterre et la famille impériale russe. À la fin du Second Empire, il était notamment devenu l'ami du prince de Galles, futur Édouard VII, qui l'invitait fréquemment à Sandringham et à Windsor, et à qui il fit rencontrer Gambetta en 1881. 
Breteuil plaide dès 1887 pour la création d'un grand comité conservateur pour imiter le parti tory dans une recherche de l'électorat populaire. Il rentre dans l'alliance royaliste avec le boulangisme le 30 mars 1888, malgré son mépris pour Georges Boulanger qu'il a connu à Saint-Cyr. Il demande à Maurice de Hirsch 200 000 francs pour financer les partielles d'avril 1888 tout en restant lucide sur la nature de Boulanger.  

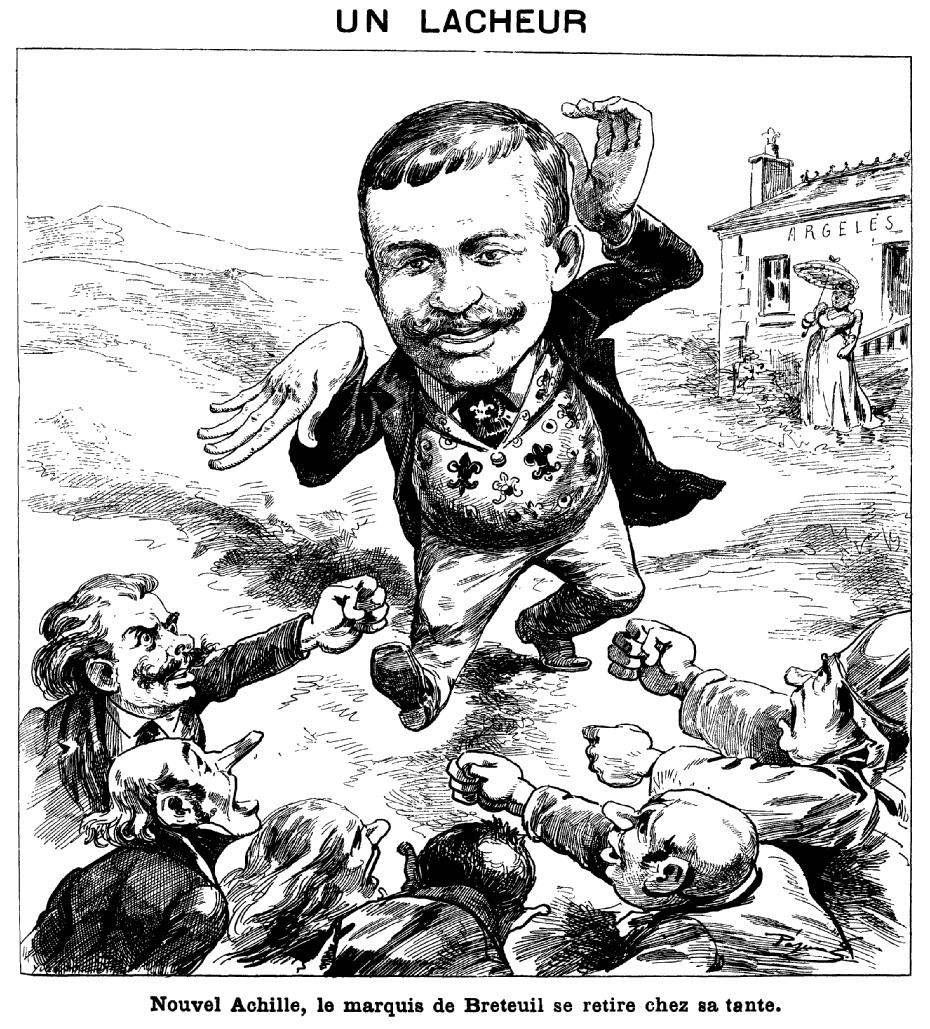
Caricature de Henri de Breteuil par Pépin, dans Le Grelot du 28 août 1892.

L'Entente Cordiale entre la France et la Grande-Bretagne en 1904, et la Triple-Entente en 1907, couronnèrent les efforts diplomatiques français.
Il épousa d'abord Constance de Castelbajac, fille de l'écuyer de l'impératrice Eugénie et petite-fille du général de Castelbajac, dont il aura une fille. Devenu veuf en 1886, il se remaria avec une Américaine, Marcellite Garner en 1891, belle-sœur de Sir William Gordon-Cumming (en), d'où deux fils (dont l'un épousera l'actrice Moussia Bielinnko). La fortune de celle-ci lui permit de transformer le château de Breteuil et de faire édifier par Ernest Sanson, en 1902, un hôtel particulier (appelé aujourd'hui hôtel de Breteuil, abritant l'ambassade de l'Irlande) situé au 12, avenue Foch, à l'angle de la rue Rude, pour lequel il quitta sa résidence du 28 rue François-Ier. En 1912, il y accueillit le jeune prince de Galles, futur Édouard VIII, durant son séjour de plusieurs mois à Paris.

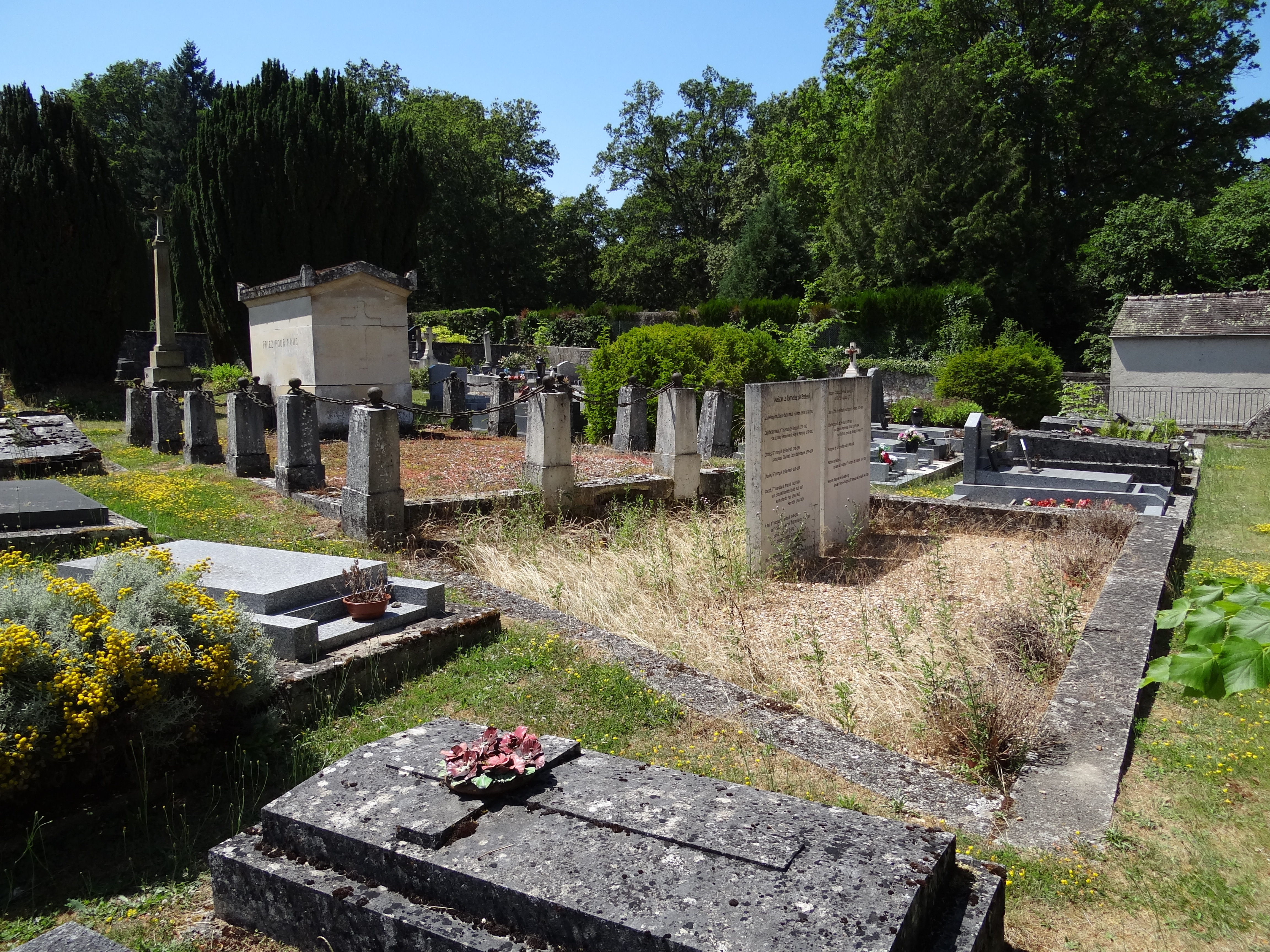
L'enclos funéraire de la famille Le Tonnelier de Breteuil au cimetière de Choisel (Yvelines).

Il mourut en 1916, dans son hôtel de Breteuil, moralement brisé par la Première Guerre mondiale, qui réduisait à néant ses rêves d'équilibre européen. Il est inhumé au cimetière de Choisel dans les Yvelines.
Il a inspiré à Marcel Proust le personnage du marquis de Bréauté « qui ne fréquentait que des altesses, mais se moquait d'elles et ne rêvait que de vivre dans les musées ».
Il a composé un Journal retrouvé dans les archives familiales par son fils et publié, pour la partie concernant les années 1886 à 1889, par son petit-fils Henri-François en février 2007.
Il était membre du comité de la Société des Steeple-Chases de France.

## Œuvres
- Journal secret (1886-1889), Paris, Mercure de France, coll. « Le temps retrouvé », 2007 ; rééd. 2024.

## Distinctions
- Chevalier de la Légion d'honneur (décret du 7 février 1871)